# Afrofilistata
Afrofilistata is een monotypisch geslacht van spinnen uit de  familie van de Filistatidae (spleetwevers).

## Soort
- Afrofilistata fradei Berland & Millot, 1940